# Курамасан-Мару
Курамасан-Мару — транспортне судно, яке під час Другої світової війни брало участь у операціях японських збройних сил на Тихому океані.
Судно спорудили в 1927 році на верфі Mitsui Bussan у Тамі для компанії Mitsui Line.
У вересні 194-му судно реквізували для потреб Імперськоїармії Японії, після чого до травня 1942-го воно здійснювало рейси між Японією та Сайгоном (наразі Хошимін на півдні В’єтнаму).
Наприкінці 1942-го судно задіяли для постачання Рабаулу — головної бази в архіпелазі Бісмарка, з якої японці провадили операції на Соломонових островах та сході Нової Гвінеї. Є відомості, що 30 листопада «Курамасан-Мару» вийшло туди в конвої «D» операції «Військові перевезення №8». 3 березня 1943-го «Курамасан-Мару» знову попрямувало з Японії до Меланезії в конвої «E2» (все ті ж «Військові перевезення №8»).
Станом на середину квітня 1943-го судно знаходилось на Палау (важливий транспортний хаб на заході Каролінських островів), звідки 16 – 24 квітня прослідувало в конвої до Рабаула. 16 – 23 червня  «Курамасан-Мару» перейшло в конвої з Рабаула на Палау.
Станом на кінець серпня 1943-го судно знаходилось в Японії, звідки з 1 серпня по 26 вересня здійснило круговий рейс до Палау та назад в конвоях O-106 та FU-807.
12 – 22 жовтня 1943-го «Курамасан-Мару» знову прослідувало на Палау в конвої O-205, далі перейшло до Рабаула в конвої SO-904 та повернулось назад на Палау з конвоєм O-504, який полишив Рабаул 5 грудня. З 23 грудня 1943-го по 2 січня 1944-го судно виконало круговий рейс з Палау до новогвінейського порту Голландія в межах проведення конвою «Вевак № 16», після чого 9 – 21 січня повернулось до Японії в конвої FU-905.
Станом на початок березня 1944-го «Курамасан-Мару» перебувало в Такао (наразі Гаосюн на Тайвані), звідки 11 березня – 10 квітня прослідувало через Манілу до острова Хальмахера (північна частина Молуккського архіпелагу) в конвоях TAMA-10, H-22 та H-23. В подальшому воно повернулось до Маніли, а 12 – 23 червня знову досягнуло острова Хальмахера в конвої H-29.
26 червня – 1 липня 1944-го «Курамасан-Мару» прослідувало на південь в конвої на Амбон. Далі воно прямувало в конвоях до затоки Старінг-Бей на південно-східному півострові острова Сулавесі (4 – 6 серпня), Макассару на південно-західному півострові Сулавесі (17 – 20 серпня) та нарешті до Сурабаї на сході острова Ява (2 – 6 вересня).
14 жовтня 1944-го «Курамасан-Мару» вийшло з Сурабаї на північ. 1 листопада судно у супроводі ескорту полишило Макассар, а вранці 2 листопада за півтори сотні клометрів на північний захід від цього порту воно було перехоплене американським підводним човном USS Barbero. Перша атака була невдалою і жодна з чотирьох торпед не потрапила в ціль. Втім, субмарина продовжила переслідування та біля опівдня випустила ще три торпеди, щонайменше одна з яких уразила та потопила «Курамасан-Мару». Загинуло 5 членів екіпажу та 16 пасажирів.